# Informazioni non coperte da brevetto
Le informazioni non coperte da brevetto, nella legge italiana, nei casi di scelta e/o mancanza dei requisiti di brevettabilità, hanno la caratteristica di portare il detentore in una posizione privilegiata rispetto ai concorrenti. La posizione privilegiata è di natura concorrenziale ed è la possibilità di mantenere o accrescere quote di mercato che altrimenti potrebbero essere acquistate dai concorrenti.
Queste informazioni quindi possono essere, per chi le detiene, un grande vantaggio e come tale va tutelato; tutelarlo vuole dire conservarlo in modo prezioso, riservato e a conoscenza di pochi, di quei pochi che ne hanno la titolarità e che hanno bisogno di farne uso nell'impresa.

## Nozione
L'art. 98 del codice della proprietà industriale (D.Lgs. 10 febbraio 2005, n. 30; abbreviato: c.p.i.) ci dà una definizione del concetto:
1. Costituiscono oggetto di tutela le informazioni aziendali e le esperienze tecnico-industriali, comprese quelle commerciali, soggette al legittimo controllo del detentore, ove tali informazioni:
a) siano segrete, nel senso che non siano nel loro insieme o nella precisa configurazione e combinazione dei loro elementi generalmente note o facilmente accessibili agli esperti ed agli operatori del settore;
b) abbiano valore economico in quanto segrete;
c) siano sottoposte, da parte delle persone al cui legittimo controllo sono soggette, a misure da ritenersi ragionevolmente adeguate a mantenerle segrete.
2. Costituiscono altresì oggetto di protezione i dati relativi a prove o altri dati segreti, la cui elaborazione comporti un considerevole impegno ed alla cui presentazione sia subordinata l'autorizzazione dell'immissione in commercio di prodotti chimici, farmaceutici o agricoli implicanti l'uso di nuove sostanze chimiche.
Pertanto, attualmente tali informazioni possono essere tutelate allo stesso modo di un marchio o di un brevetto, mentre in precedenza potevano essere protette solo con le norme sulla concorrenza sleale. L'abuso del segreto aziendale non è più, dunque, solo un semplice fatto lesivo della lealtà della concorrenza ma è la lesione di un diritto e come tale sanzionabile erga omnes.
Le informazioni , tutelate ai sensi del primo comma dell’art. 98 c.p.i, possiedono tali requisiti:
– requisito della segretezza: il concetto di segreto di cui all’art. 98 lett. a) viene inteso quale requisito di novità; è un concetto relativo e non assoluto. Costituisce oggetto di tutela pertanto quel complesso di conoscenze, di derivazione empirica ed attinenti all’attività produttiva e commerciale dell’impresa, che siano difficilmente conoscibili e non generalmente note, o facilmente accessibili agli esperti e operatori del settore;
– requisito del valore economico: le informazioni devono avere un valore economico in quanto soggette a vincoli di segretezza. Difatti, grazie alla segretezza, l’impresa che detiene tali informazioni si troverà in una posizione privilegiata rispetto alle altre imprese concorrenti che non le possiedono ed avrà pertanto un vantaggio sfruttabile in una attività economica;
– requisito delle misure di segretezza: ai sensi della lett. c) del primo comma dell’art. 98 CPI, le misure di segretezza devono essere ragionevolmente adeguate; è evidente quindi il carattere relativo di tale nozione che deve valutarsi in concreto, tenendo conto delle circostanze specifiche. La giurisprudenza ha ad esempio rilevato come la “precisa cura adottata dall’azienda nella rubricazione e classificazione dei documenti e nelle disposizioni impartite ai dipendenti” costituisse elemento a sostegno dell’asserita segretezza (Tribunale di Milano 31.03.2004 in GADI 4734).

### Informazione segreta e know-how
Il fatto che la tutela accordata al titolare comprenda qualunque informazione non brevettata, sia per scelta sia per impossibilità, sottolinea che l'interesse del legislatore è di tutelare come un bene in sé qualunque know-how aziendale.
Il know-how ha infatti una doppia natura. Esistono i beni non brevettati per scelta e quelli non brevettati per assenza dei requisiti richiesti ai sensi degli articoli 45 ss. c.p.i.: è il caso di beni materiali come impianti e macchinari, combinazioni produttive, ecc.; esistono anche beni impossibili da brevettare, come piani strategici aziendali, piani di marketing, tabelle e tutto ciò che è organizzazione e non oggetto di brevetto. Ciò è tuttavia meritevole di tutela in sé perché può essere considerato patrimonio dell'impresa e anche di grande valore economico, ovviamente se tenuto segreto.

### La segretezza
Le informazioni segrete possono essere le più varie: tecniche, tecnologie, informazioni finanziarie, commerciali, atti di natura interna, studi, ricerche, tabulati, schede, prove, rapporti, elenchi, purché idonee a costituire patrimonio di utilità aziendale. Queste informazioni sostanziali ossia utili non devono essere generalmente note o facilmente accessibili agli esperti del settore.
Non è necessario che ogni singola informazione sia “non nota” o “non conosciuta”, è necessario però che il loro insieme organico sia frutto di un'elaborazione aziendale; proprio in questo modo infatti si acquisisce un valore economico aggiuntivo rispetto ai singoli elementi che lo compongono (concetto simile all'avviamento).
Il segreto è dunque lo strumento con il quale si proteggono i valori organizzativi o di avviamento che trovano in esso un punto di forza.

## Tutela
Capita spesso che le imprese si rivolgano a terzi (ad esempio, fornitori, consulenti, enti e istituzioni di ricerca) per poter presentare un'offerta o per eseguire gli incarichi o le forniture loro commissionate. In tal caso l'impresa deve tutelarsi attraverso due canali principali, uno di responsabilità contrattuale ed uno di responsabilità extracontrattuale.

### Tutela obbligatoria
Se per esempio un'impresa stipula un accordo di riservatezza con un'altra impresa concorrente e quest'ultima divulga a terzi tali informazioni, la responsabilità sarà sia contrattuale (per l'inadempimento dell'impegno negoziale assunto) che extracontrattuale per violazione del divieto di concorrenza sleale in base a quanto disposto dall'art. 2598 n. 3 cod. civ.
Se, invece, l'accordo di riservatezza viene concluso tra imprese non concorrenti, nel caso in cui chi le riceve divulghi informazioni considerate segrete dall'accordo, non essendo in rapporto di concorrenzialità diretta non sarà sanzionabile secondo le norme sulla concorrenza sleale ma, avendo violato l'accordo, dovrà rispondere solo per responsabilità contrattuale.
Le informazioni segrete, una volta divulgate, potranno però essere utilizzate anche da terzi oltre che da chi ha contratto l'impegno di segretezza con il primo soggetto contraente. Quindi, il terzo che le utilizzerà potrà andare incontro solo a responsabilità extracontrattuale a norma dell'articolo 2598 cod. civ.; questa norma protegge dunque il segreto d'impresa non in sé stesso, ma solo in presenza di comportamenti professionalmente non corretti.

### Tutela reale
In aggiunta alle tutele di cui sopra, l'art. 99 c.p.i. dispone un divieto assoluto di acquisire o utilizzare le informazioni; essendo il divieto affermato e sanzionato erga omnes, le informazioni segrete hanno perciò acquisito il rango di veri e propri diritti di privativa suscettibili di appropriazione, oggetto di tutela reale e non meramente obbligatoria.
Il soggetto danneggiato ha tre possibili vie giudiziarie per veder riconosciuti i suoi diritti:
1. instaurare un giudizio ordinario, che porta inevitabilmente ad un giudizio di merito sulla controversia in oggetto;
2. richiedere una tutela cautelare, ovvero un giudizio d'urgenza per evitare che nelle more del giudizio ordinario la posizione del titolare sia irrimediabilmente pregiudicata;
3. sporgere querela penale, ovvero la manifestazione di volontà della persona offesa che si proceda in ordine ad uno specifico reato.